# Забашта Любов Василівна
Любов Василівна Гришко, у шлюбі Забашта (3 лютого 1918, Прилуки — 21 липня 1990, Хмільник) — українська поетеса, драматургиня, прозаїкиня, член Спілки письменників СРСР.

## Біографія
Народилася 3 лютого 1918 року в сім'ї Василя та Єфросинії Гришків. Навчаючись у четвертому класі прилуцької школи № 4, почала писати вірші. 1935 року на обласній нараді молодих літераторів у Чернігові її поезію почув і похвалив Павло Тичина. Уперше вірші Любові Гришко були надруковані в газеті «Правда Прилуччини» 1935 року.
Після закінчення школи навчалася в Одеському водному інституті, який закінчила в 1940 році. 1939 року одружилася з Валентином Забаштою, народила сина Ігора. Під час війни працювала інженеркою-конструкторкою на Рибінській судноверфі. 1942 року прийшло повідомлення, що чоловік зник безвісти в боях під Новоросійськом. Після війни, залишившись з малим сином на руках, Любов Забашта працювала кораблеконструкторкою на київському заводі «Ленінська кузня» та редагувала заводську багатотиражку, в якій публікувала також свої вірші. «Без відриву» закінчила мовно-літературний факультет педінституту імені Горького (нині Національний педагогічний університет імені Михайла Драгоманова). Далі — завідувала відділом поезії журналу «Дніпро».
У грудні 1956 року одружилася з українським поетом Андрієм Малишком.

Меморіальна дошка

Мешкала в Києві в будинку письменників «Роліт», на фасаді якого 12 березня 2003 року їй встановлено бронзову пам'ятну дошку (скульптор М. І. Білик).

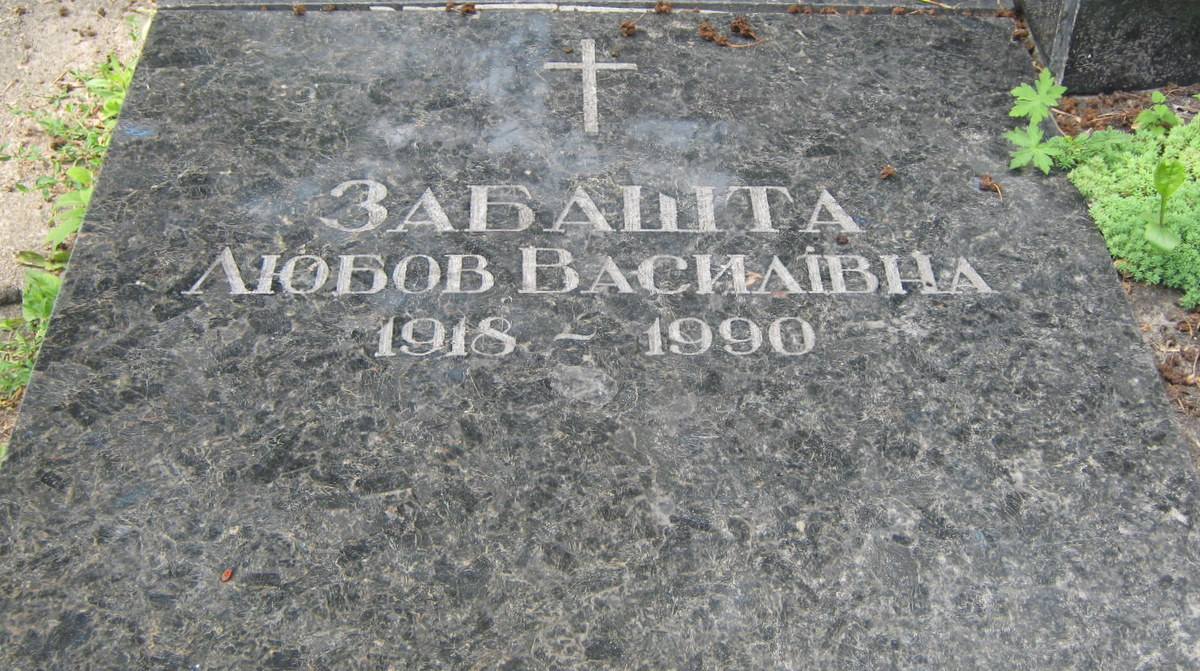
Могила Любові Забашти

Померла 21 липня 1990 року під час лікування в Хмільнику (не витримало серце). Похована в Києві на Байковому кладовищі поруч з Андрієм Малишком (ділянка № 1).

## Творчість
Творчий доробок Любові Забашти нараховує кілька поетичних збірок, книжок прози, п'єс і драматичних поем. Чимало віршів, покладених композиторами на музику, стали популярними піснями.
Авторка поетичних збірок: «Калиновий кетяг» (1956), «Квіт папороті» (1959), «Берег надії» (1974), «Київська гора» (1982), присвячених праці кораблебудівників, хліборобів, захисникам Вітчизни.
Драматичні та ліро-епічні поеми: «Маруся Чурай (Дівчина з легенди)» (1968); «Роксолана (Дівчина з Рогатина)» (1971); «Леся Українка», (1973); «Софія Київська», (1982) відбивають глибокий інтерес поетеси до української історії та культури.
У доробку Забашти також роман «Там, за рікою, — молодість» (1970), художньо-документальна повість «Будинок мого дитинства» (1983), дитяча лірика. Її творчості властивий гуманізм, віра у самовідданість і доброту людини.
Тарасові Шевченку присвятила драматизовану поему «Тернова доля», поезії «Землі Бояне славний», «Міцні, як Шевченкове слово», «Шевченко й Олдрідж» (1961) та інші.

### Внесок у дитячу літературу

Пам'ятник Л.Забашті у Прилуках

Як дитяча поетеса Любов Забашта оспівує в поезії красу та гармонію світу, передаючи природну «дитинність» стихії («дощик» грається — поливає поле «через ситечко») і «дорослість» дитини («хлопчина» поспішає стати «сівачем»), створює відчуття значимості описуваного. Світ належить людині, навіть якщо вона ще маленька. Людина відповідає за доручений їй великий світ і тому вона — завжди «дитина» людства.
Окремою темою у ліриці для дітей є численні, засновані на народнопісенній традиції мініатюри, присвячені рослинам («Колосок», «Волошки», «Кленове листя»). Так, молода берізка — «мавка лісова», дівчатко з «кісками» на білих «нозях». Тому, природно, що не можна точити з неї сік, а слід посадити поряд «сестричку» та змайструвати шпаківню, щоб мала доброго друга-птаха («Берізонька»). «Малою сестричкою» описана вербичка, що виросла та «силу взяла» з пагона, принесеного з рідного лугу («Вербичка»).
Поетеса розповідає про силу духу й краси, про велич звичного довколишнього світу, його гармонійність і природну доброту. Її світ — світ птахів і дерев, світ гармонії, де людина бачить зразки любові та відданості, родинності та красивого життя у найглибшому, вічному значенні слова. Тому не відсторонено змальовує природу ніби звіддаля, а говорить з нею як із рівнею: майже всі вірші — пряме звертання до квітки, пташки, дерева («Моя мала сестричко, / Зеленая вербичко…»; «Дубочку, мій дубочку…»; «Лелеченько, лелеко,..»). Саме так розмовляли зі світом наші пращурі, показуючи світ простим, багатобарвним і відкритим. Крім окремих тематичних поезій, писала загадки, примовки, вірші до свят.
Хоч Любов Забашта і не створювала поезій спеціально для дітей, вони займають вагому частку в її творчому доробку, поряд з прозою та драматичною спадщиною.